# 奧萊斯克
奥莱斯克（羅馬化：Oles'k）是烏克蘭的村落，位於該國西部沃倫州，由科韋利區負責管轄，處於涅列特瓦河畔，始建於1510年，面積3.65平方公里，海拔高度196米，2001年人口856。